# مجیب الرحمان کریمی
مجیب‌الرحمن کریمی (زاده: ۱۳۵۶ خورشیدی، ولایت خوست) سیاستمدار افغانستانی و وزیر کنونی وزارت احیا و انکشاف دهات افغانستان است. وی در ۳۰ سنبله/شهریور ۱۳۹۶ جانشین محمد سمیر نظیر به عنوان سرپرست این وزارتخانه منصوب و در ۱۳ قوس/آذر همین سال توانست رای اعتماد پارلمان را کسب کند.

## زندگی‌نامه
مجیب‌الرحمن کریمی زاده ۱۳۵۶ از ولایت خوست افغانستان است. وی دوره تحصیلات مدرسه خود را در لیسه/دبیرستان عالی غرغشت ولایت خوست به پایان رسانید و در سال ۲۰۰۱ در رشته زراعت مدرک لیسانس خود را از دانشگاه کابل کسب کرد. وی توانست مدرک ماستری/فوق لیسانس خود را از دانشگاه ATI تایلند در رشته برنامه‌گذاری منطقه‌ای و انکشاف دهات در سال ۲۰۱۴ کسب کند.

### فعالیت‌ها
- ۲۰۰۳ - ۲۰۰۷: مربی آموزشی در برنامه‌ی همبستگی ملی وزارت احیا و انکشاف دهات.
- ۲۰۰۷ - ۲۰۱۱: فعالیت در دفتر یوناما به عنوان کارمند ساحه‌ای و مسئول هماهنگی.
- ۲۰۰۲ - ۲۰۱۳: استاد و آمر دپارتمنت اقتصاد زراعی در دانشگاه شیخ زاهد ولایت خوست.
- ۲۰۱۵: رئیس دانشگاه شیخ زاهد.